# Eudarcia croaticum
Eudarcia croaticum is een vlinder uit de familie van de Meessiidae. Deze soort is voor het eerst wetenschappelijk beschreven als Obesoceras croaticum door Günther Petersen in een publicatie uit 1962.
De soort komt voor in Slovenië en Kroatië.